# Jansdam
De Jansdam is een straat in het centrum van de Nederlandse stad Utrecht. Ze is zo'n 60 meter lang en loopt oost-west vanaf de Jansdambrug, die de Drift met de Kromme Nieuwegracht overspant, naar de Korte Janstraat. 
Ook wordt onder de noemer Jansdam een verdwenen dam in de rivier de Rijn aangeduid ter hoogte van de Jansdambrug.

## Beschrijving
De straatnaam houdt verband met grootschalige ingrepen in de Utrechtse waterhuishouding nog voor de grachtaanleg aan het eind van de 14e eeuw. Hierin is onder meer bij de Janskerk een dam ter hoogte van de Jansdambrug in de Rijn gebouwd (zie ook het artikel Oudelle). 
Al omstreeks 1300 bestond de Jansdam als straat. Vanuit de middeleeuwen werd het gebied rond de straat gevormd door de immuniteiten van Sint-Jan en die van de Dom. Ze vormde als weg een grens tussen de immuniteiten. Na de Reformatie (rond 1570) zijn de immuniteiten opgeheven en vervolgens is ze een openbare straat geworden die bovendien in 1666 is verbreed. 
Aan de straat bevonden zich bijgebouwen voor de panden aan de Achter St.-Pieter en het Janskerkhof. Een voorbeeld daarvan staat op nummer 14A in de vorm van een rijksmonumentaal stal- annex koetshuis dat behoorde bij het pand aan het Janskerkhof 12.